# Thrissur (huyện)
Huyện Thrissur là một huyện thuộc bang Kerala, Ấn Độ. Thủ phủ huyện Thrissur đóng ở Thrissur. Huyện Thrissur có diện tích 3032 ki lô mét vuông. Đến thời điểm năm 2001, huyện Thrissur có dân số 2975440 người.